# Vlag van Hemmen

Vlag van de gemeente Hemmen
(1954-1955)

De vlag van Hemmen is het gemeentelijk dundoek van de voormalige gemeente Hemmen in de Nederlandse provincie Gelderland. De vlag werd op 9 november 1954 per raadsbesluit aangenomen.
De beschrijving luidt:
Drie banen van gelijke hoogte van wit, blauw en geel.
De kleuren van de vlag zijn ontleend aan die van het gemeentewapen.
De vlag is slechts acht maanden in gebruik geweest. Op 1 juli 1955 werd Hemmen toegevoegd aan Valburg, waarmee de vlag als gemeentevlag kwam te vervallen. Op 1 januari 2001 is Valburg opgegaan in de gemeente Overbetuwe.

## Verwante afbeelding

Wapen van Hemmen

Ammerzoden 
· Angerlo 
· Batenburg 
· Beesd 
· Bemmel 
· Bergh 
· Bergharen 
· Beusichem 
· Borculo 
· Brakel 
· Didam 
· Dinxperlo 
· Dodewaard 
· Dreumel 
· Echteld 
· Eibergen 
· Elst 
· Ewijk 
· Geldermalsen 
· Gendringen 
· Gendt 
· Gorssel 
· Groenlo 
· Groesbeek 
· Hedel 
· Heerewaarden 
· Hemmen 
· Hengelo 
· Herwen en Aerdt 
· Heteren 
· Heukelum 
· Hoevelaken 
· Horssen 
· Huissen 
· Hummelo en Keppel 
· Hurwenen 
· Kerkwijk 
· Kesteren 
· Laren 
· Lichtenvoorde 
· Lienden 
· Lingewaal 
· Maurik 
· Millingen aan de Rijn 
· Neede 
· Neerijnen 
· Overasselt 
· Rijnwaarden 
· Rossum 
· Ruurlo 
· Steenderen 
· Ubbergen 
· Valburg 
· Vorden 
· Wadenoijen 
· Wamel 
· Warnsveld 
· Wehl 
· Wisch 
· Zelhem 
· Zoelen